# Picot verd del Magrib

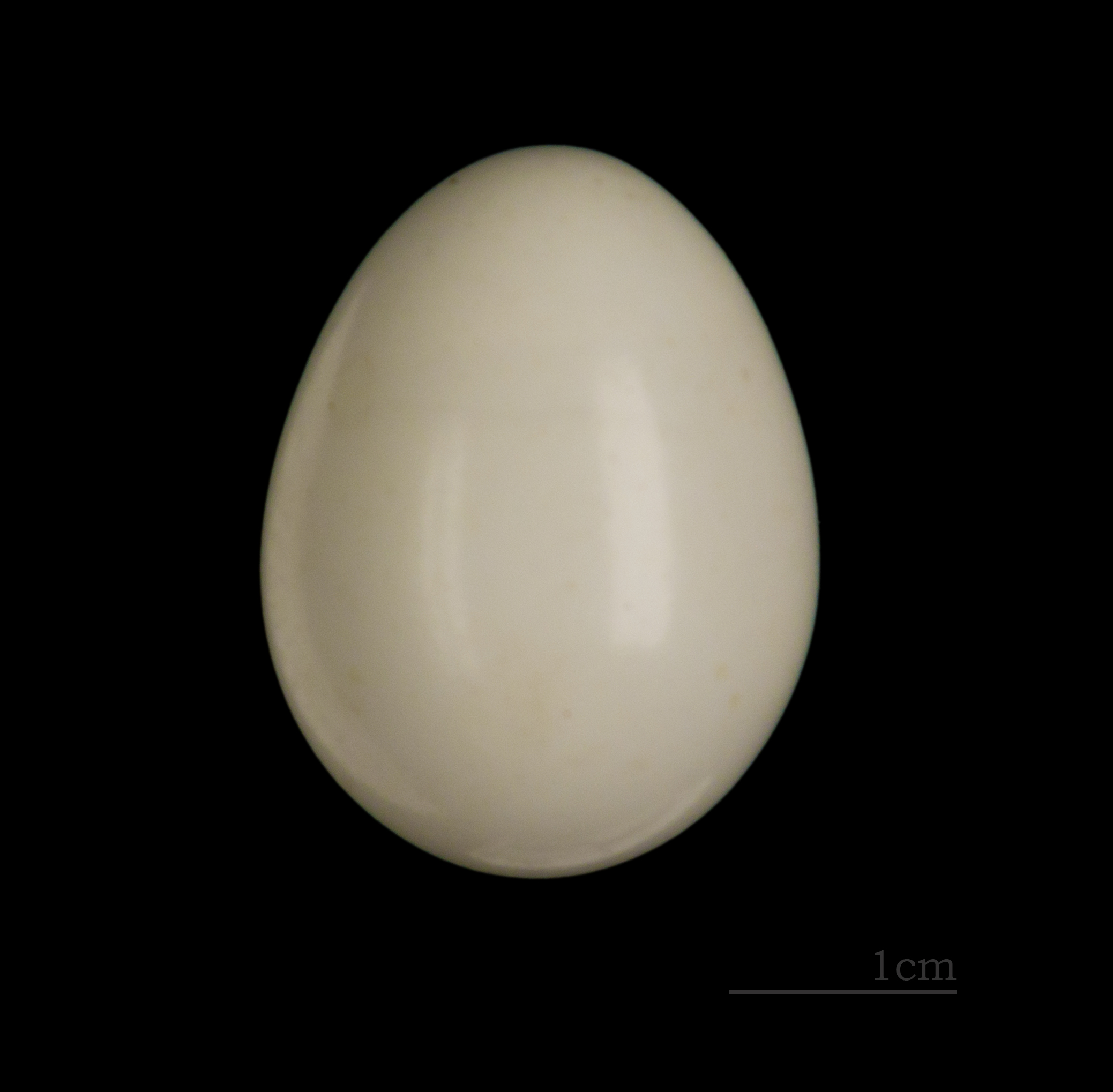
Picus vaillantii

El picot verd del Magrib o picot verd nord-africà (Picus vaillantii) és una espècie d'ocell de la família dels pícids (Picidae) que habita a les muntanyes del nord d'Àfrica, al Marroc, Algèria i Tunis.